# Верёвка (фильм)
«Верёвка» (англ. Rope) — американский психологический криминальный триллер 1948 года режиссера Альфреда Хичкока, снятый по мотивам одноименной пьесы Патрика Гамильтона (1929) в обработке Хьюма Кронина.
Пьеса основана на реальных событиях, произошедших в 1924 году в Чикаго: двое приятелей (и, согласно бульварной прессе, любовников) по имени Леопольд и Лёб из спортивного интереса умертвили 14-летнего подростка. Это первый фильм Хичкока, спродюсированный им самим после разрыва с Дэвидом Селзником. Хичкок рассматривал его как экспериментальный проект, который позволил ему познакомиться с возможностями цветного кино (текниколора).

## Содержание
Под впечатлением от Второй мировой войны Хичкок разбирает психологию фашизма — в центре его внимания привлекательность идей о собственной исключительности для молодого поколения.
Двое молодых людей из теоретических соображений (совершение идеального преступления в духе деквинсиевского эссе «Убийство как одно из изящных искусств») убивают своего приятеля-сокурсника, задушив верёвкой. Бросая вызов самим себе, они приглашают друзей и родственников в ту же квартиру, где спрятано тело, чтобы устроить там банкет. Причём в качестве стола используется сундук, в котором спрятано тело убитого. Перед отцом и девушкой покойного инициатор убийства в запальчивости озвучивает ницшеанские теории о сверхчеловеке, напоминающие раскольниковскую дилемму: «Тварь ли я дрожащая или право имею». Младший из преступников — чувствительный пианист — заметно нервничает и, перебрав лишнего, начинает вызывать подозрения у бывшего учителя преступников, который и вбил в их головы зловредные теории. По окончании вечеринки тот возвращается, чтобы вывести убийц на чистую воду. При этом он сознаёт собственную вину в преступлении: ведь это его неосторожное обращение со словами толкнуло юношей на преступную стезю.

## Техника
Действие фильма разворачивается непрерывно и выглядит на экране, как снятое одной камерой без её остановки. При этом, весь фильм состоит из десяти монтажных кадров, длительность которых ограничена максимальной длиной стандартной части 35-мм фильмокопии. Количество монтажных склеек сведено к минимуму, и они замаскированы переходами через спины персонажей. Чтобы сделать возможными столь продолжительные непрерывные дубли, съёмка велась в студии с раздвижными стенами на фоне затейливо раскрашенного задника с движущимися облаками из стекла и неоновой рекламой средства для похудения в виде карикатурной фигуры самого режиссёра (это и есть его камео в этом фильме).
Позднее Хичкок весьма скептически вспоминал о намерении снять фильм единым планом («верёвкой»), стерев тем самым даже видимость монтажа. Критики довольно резко отозвались о фильме, назвав его холодным в своём экспериментировании и лишённым подлинного саспенса. Отношения главных героев воспринимались как гомосексуальные; актёры, их сыгравшие, принадлежали к сексуальным меньшинствам — актёр Джон Долл был гомосексуалом, а Фарли Грейнджер — бисексуалом. По этой причине прокат фильма столкнулся с цензурными трудностями в Чикаго и Сиэтле; скандальность содержания привела к его запрету в Италии и Индии. Жан Ренуар высмеял ленту как «фильм о голубых, где нам даже не показали, как они целуются».
По мнению Жижека, «верёвка» в названии означает неразрывную связь слов и дел, ибо урок фильма в том, что заигрывание с опасными идеями может ненароком привести к их воплощению в жизнь.

## В ролях
- Джеймс Стюарт — Руперт Кеделл
- Джон Долл — Брендон Шоу
- Фарли Грейнджер — Филипп Морган
- Седрик Хардвик — мистер Кентли
- Констанс Колльер — миссис Этуотер
- Дуглас Дик — Кеннет Лоуренс
- Эдит Эвансон — миссис Уилсон
- Дик Хоган — Дэвид Кентли
- Джоан Чандлер — Джанет Уокер